# Тактика в реальном времени
Тактика в реальном времени (англ. real-time tactics — RTT) — жанр компьютерных игр, игровой процесс которого представляет собой симуляцию военной тактики и оперативного искусства в режиме реального времени.
В отличие от стратегий в реальном времени, в RTT игроку не приходится заниматься вопросами производства и снабжения юнитов или управлением ресурсов, вместо чего всё внимание уделяется тактическим построениям на поле боя.
В отечественной игрожурналистике для обозначения этого жанра иногда применяется словосочетание «тактические стратегии».

## Общая характеристика
В отличие от типичной стратегии реального времени, в которой игрок должен уделять строительству, производству и логистике столько же или даже больше внимания, чем сражениям, в большинстве тактических игр в реальном времени отсутствуют такие элементы, как строительство базы, управление экономикой, добыча ресурсов, исследование или дипломатия. Вместо этого игроку предстоит сконцентрироваться на тактическом и оперативном аспектах военных действий, включая боевые построения юнитов, использование рельефа и тому подобное. В большинстве случаев игроку предстоит решить поставленную перед ним задачу, используя только те юниты, которые были получены им в начале миссии, а сам бой проходит в соответствии с логикой реального военного искусства, или пытается правдоподобно её имитировать.
В этом состоит принципиальное отличие RTT от прочих жанров стратегических игр. Так, в пошаговых стратегиях бои обычно носят абстрактный характер и больше напоминают партию в настольную игру, чем реальный бой. В стратегиях в реальном времени основной задачей игрока является развитие производственной базы и добыча ресурсов для производства юнитов, боевые столкновения же в большой степени стилизованы и часто не требуют от игрока постоянного вмешательства на уровне отдельного юнита. Пошаговые тактические игры также стараются имитировать логику реального военного противостояния, однако сам по себе пошаговый режим делает отображение боя в них более отвлечённым; в таких играх бой обычно происходит на сравнительно небольшом игровом поле, разделённом на отдельные клетки, а отображение характеристик оружия и его применения часто весьма условно. В некоторых играх этого жанра, впрочем, присутствует возможность в любой момент поставить игровой процесс на паузу, что даёт возможность игроку настраивать под себя скорость игрового процесса.
Использование компьютера для симуляции боя позволило перенести действие в режим реального времени, тем самым создав принципиально новый жанр.
Граница между RTT и RTS не всегда проводится абсолютно чётко (см. также ниже по тексту). Также иногда бывает сложно отличить тактику в реальном времени от компьютерной ролевой игры в реальном времени с сильным тактическим элементом. Например, в Neverwinter Nights 2 существует так называемый «стратегический режим» управления, который по сути имитирует игровой процесс типичной RTT.
RTT может рассматриваться в качестве одной из разновидностей компьютерного варгейма.